# Guerre stellari (Weinberg)
Guerre stellari (Star Wars) è un romanzo di fantascienza per ragazzi scritto da Larry Weinberg nel 1995, basato sulla sceneggiatura del film Guerre stellari del 1977 scritto e diretto da George Lucas.
In italiano è stato edito dalla Sperling & Kupfer nella collana Junior. Fa parte dell'Universo espanso.

## Trama
La Ribellione è riuscita a trafugare i piani della più potente arma costruita dall'Impero, la Morte Nera, una stazione da battaglia in grado di distruggere un pianeta con un solo colpo. Catturata dal malvagio braccio destro dell'Imperatore, Lord Dart Fener, la Principessa Leila, leader della Ribellione, affida i piani segreti della superarma al piccolo droide C1-P8 e lo invia sul pianeta Tatooine con una richiesta di aiuto per il generale e Cavaliere Jedi Obi-Wan Kenobi.
Finito insieme all'inseparabile compagno D-3BO, al servizio di Luke Skywalker, un giovane fattore di Tatooine, C1-P8 fugge nel deserto di Tatooine alla ricerca di Kenobi, nel tentativo di riportarlo a casa Luke e D-3BO vengono assaliti dai predoni Tusken e tratti in salvo dal vecchio Jedi. Non appena ascoltato il messaggio, Obi-Wan, Luke e i due droidi, C1-P8 e D-3BO, cercando un trasporto per Alderaan, il pianeta della Principessa, si imbattono in Ian Solo e il suo fedele compagno wookiee Chewbecca che li accompagnano con la loro nave, il Millennium Falcon alla volta di Alderaan. Ma quando arrivano scoprono che il pianeta è stato spazzato via dalla Morte Nera. Istruito da Kenobi sulle vie della Forza, Luke si unisce alla Ribellione, dopo aver salvato la Principessa insieme ai suoi compagni di viaggio ed aver assistito alla fine del suo mentore durante il duello a colpi di spada laser con il suo ex allievo caduto al Lato Oscuro Dart Fener, per lanciare un disperato attacco alla stazione da combattimento imperiale prima che annienti la base ribelle e con essa l'ultima speranza di libertà per la galassia.

## Edizioni
- Larry Weinberg, Guerre Stellari, Stile libero Big, Sperling & Kupfer, 1997,  p. 235, ISBN 88-86845-10-3.